# 文部科学省汚職事件
文部科学省汚職事件（もんぶかがくしょうおしょくじけん）は、2018年7月に発覚した文部科学省官僚による汚職事件である。局長級官僚が相次いで逮捕され、戸谷一夫事務次官が辞職する事態となった。また、東京医科大学への不正入学及び同大学の入学試験に於ける女性受験者・浪人生への不当な点数操作も関連して発覚した（詳細は2018年に発覚した医学部不正入試問題の項目を参照のこと）。

## 経過

### 科技局長の逮捕
2018年7月4日、東京地検特捜部は、自分の子供を東京医科大学の入学試験で不正に合格させることを見返りとして、文部科学省が行なっている私立大学支援事業の対象校に東京医科大学を選定させたとして、文部科学省科学技術・学術政策局の佐野太局長を受託収賄の疑いで逮捕した。7月6日には東京医科大学の臼井正彦理事長と鈴木衞学長が辞任した。7月24日、佐野が受託収賄罪で起訴、臼井と鈴木が入試加点を指示したとして贈賄罪で在宅起訴された。その後8月に、東京医科大学の女子受験生の点数も操作していたことが発覚し、問題となった。特捜部は2人が容疑を認めていたことから逮捕を見送っていたが、裁判では一転し起訴内容を否認する意向を示した。
2022年7月20日、東京地方裁判所は佐野に受託収賄罪で懲役2年6月、執行猶予5年の判決を言い渡した。贈賄罪に問われた臼井前理事長は懲役1年6月、執行猶予4年、鈴木前学長は懲役1年、執行猶予2年。後述の元会社役員は受託収賄幇助と贈賄の罪で懲役2年、執行猶予5年とした。
2024年4月19日、東京高等裁判所で贈賄側の控訴審判決があり、斉藤啓昭裁判長は一審判決を支持し被告側の控訴をいずれも棄却した。

### 国際統括官の逮捕
2018年7月26日には、国際統括官川端和明が宇宙航空研究開発機構に理事として出向中、元会社役員から接待を受けたとして収賄の疑いで逮捕され、8月15日に起訴された。局長級官僚が相次いで逮捕される事態となり、林芳正文部科学大臣は「現職職員が逮捕されたことは誠に遺憾。捜査に全面的に協力する」と述べた。
2019年12月4日、東京地方裁判所は川端に懲役1年6カ月執行猶予3年、追徴金約155万円の判決を言い渡し、双方控訴せず判決が確定した。

### 元会社役員による接待
捜査の過程で、元会社役員の男が関与していることがわかり、佐野の逮捕時には東京地検特捜部が受託収賄幇助容疑で逮捕、川端の逮捕時には贈賄容疑で再逮捕された。接待を受けたものとして文科省、外務省、国土交通省、厚生労働省、金融庁、内閣官房の6省庁31人の名前があがっており、処分を受ける見通し。

### 事務次官の辞任
9月21日に、業者側から不適切な接待を受けていたとして、国家公務員倫理規程に基づき、戸谷一夫事務次官が減給10分の1（3カ月）、髙橋道和初等中等教育局長が減給10分の1（2カ月）、義本博司高等教育局長が減給10分の1（2カ月）の懲戒処分を受けた。同日付で戸谷事務次官と高橋局長は引責辞任した。前川喜平前事務次官も組織的な天下りあっせんである文部科学省天下り問題に関与したとして辞任しており、2代続けて不祥事によって辞任する事態となった。

### その他処分
柿田恭良総務課長を訓告処分。
10月19日、スポーツ庁由良英雄参事官を減給の懲戒処分。文科省初等中等教育局課長補佐級職員を厳重注意、鈴木大地スポーツ庁長官も厳重注意とした。また汚職とは別に同省の事業や業務の利害関係者と一緒にゴルフなどをしたとして課長級職員2人と室長級職員2人の4人を厳重注意処分にした。柴山昌彦文科相は給与を自主返納した。
2019年1月11日、佐野被告らのロケット打ち上げ同行の依頼を仲介したとして、当時の宇宙開発利用課長（官房審議官）を厳重注意処分とした。
処分された前述の髙橋道和元初等中等教育局長は、文部科学省を退職後、2020年東京オリンピック・パラリンピック競技大会組織委員会入りを経て、2022年4月1日付で放送大学学園の理事長に就任。

## その他影響
- 私立大学研究ブランディング事業が一旦廃止となった。
- ノンキャリア初の局長として丸山洋司が初等中等教育局長に登用された[13][14][15]。
- 有罪確定により2019年12月に失職した川端が、2020年1月1日付で宇宙航空研究開発機構の業務委託先である有人宇宙システムの顧問に就いた際には、萩生田光一文部科学大臣は「雇う方も雇う方じゃないか」と苦言を呈した上で、「誤解のないようにいい仕事をしてもらいたい」とエールを送った[16][17]。
- 訴訟継続により休職中だった佐野も、訴訟継続中に定年退職し、同様に学校法人日本航空学園理事長補佐、SL Creations顧問などに就いた[18][19]。

## 国会議員による国会通行証の貸与
2018年11月、贈賄容疑で逮捕・起訴された元コンサルタント会社役員に対し、国民民主党（当時は民主党・民進党）の大西健介衆議院議員が立憲民主党（当時民進党）の吉田統彦衆議院議員に頼まれて国会通行証を渡していたことが明らかになった。